# Спаатс (остров)
Остров Спаатс — ледяной остров в Антарктиде, возле западного побережья Антарктического полуострова (в месте его соединения с материком), в море Беллинсгаузена в Южном океане. Согласно Антарктическому договору на остров, как и на весь континент, не распространена юрисдикция ни одного государства. Разрешена только научная деятельность. Но несмотря на договор, на остров предъявляют территориальные претензии три государства: Чили, Великобритания и Аргентина.

## География

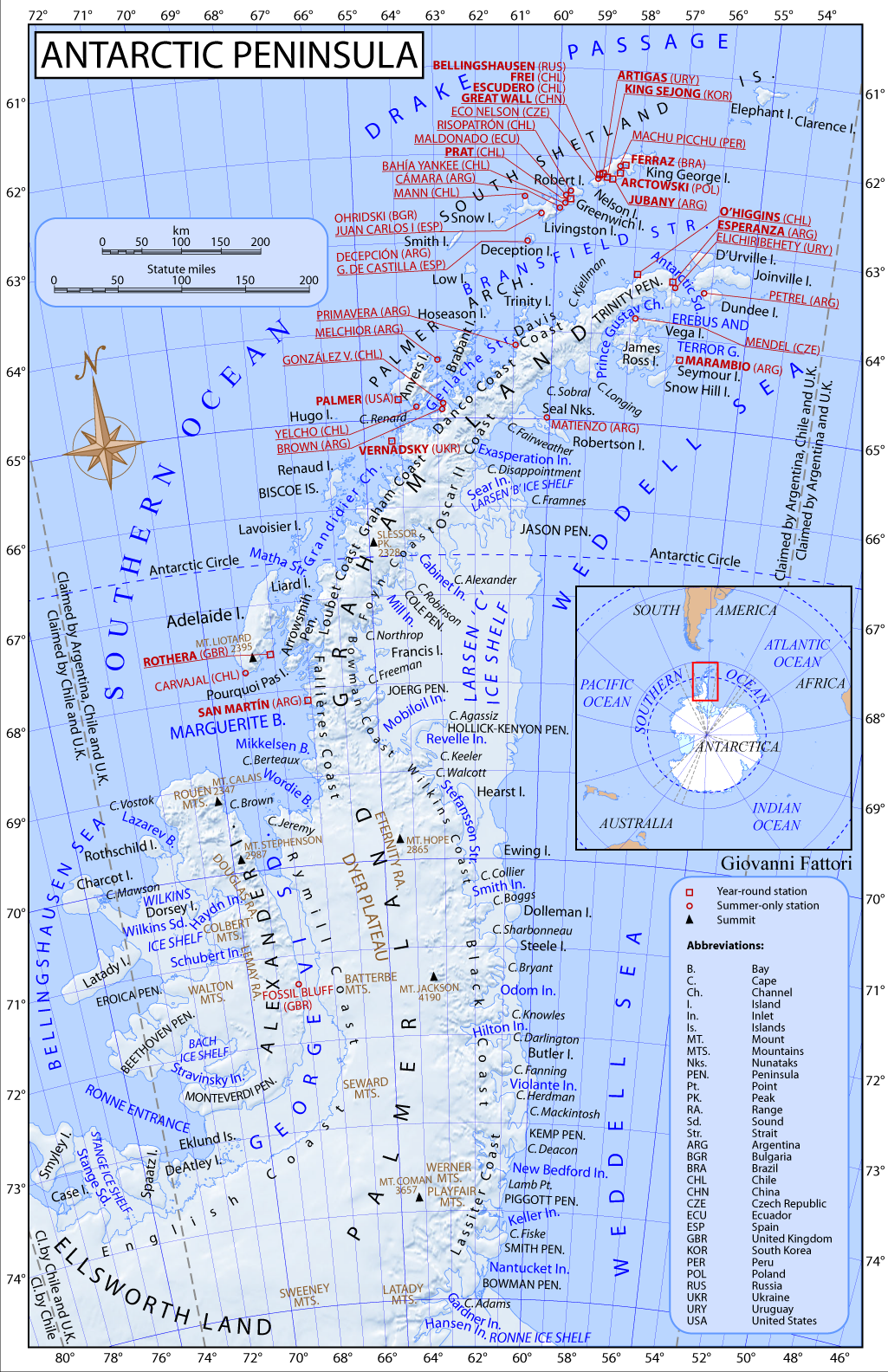
Карта Антарктического полуострова; остров Спаатс расположен в нижнем левом углу карты

Остров расположен в южных широтах Южного океана, приблизительно в 60 км на юго-запад от острова Земля Александра I и за 10 км на запад от побережья Земли Палмера Антарктического полуострова.
Протяженность острова более 80 км, при максимальной ширине 40 км. Имеет площадь — 4100 км2 (136-е место в мире).
Северное побережье острова образует часть южного края (берега) протока Ронне, которая соединяет море Беллинсгаузена с южной частью пролива Георга VI.

## История
Финн Ронне и Карл Эклунд из Американской антарктической службы следовали вдоль северной стороны острова в декабре 1940 года. Он был сфотографирован с воздуха и впервые был отражен на карте как остров, исследовательской Антарктической экспедицией Ронне (RARE, 1947—1948) под руководством Финна Ронне. Остров был назван Роннем в честь генерала Карла Спаатса, начальника штаба воздушных сил армии США, который оказал помощь авиатранспортом для осуществления экспедиции RARE.

## Ссылка
- Описание острова